# Prestymonium
Prestymonium (łac. praestimonium) – w prawie kanonicznym wieś, własność majątku wspólnego kapituły, oddawana w czasowy zarząd poszczególnym prałatom i kanonikom. Wsie takie w średniowieczu nosiły nazwę prestymonialnych.